# Joseph Kelanthara
Joseph Kelanthara (* 19. Januar 1918 in Panangad, Britisch-Indien; † 19. Oktober 1986) war Erzbischof von Verapoly.

## Leben
Joseph Kelanthara empfing am 18. März 1949 das Sakrament der Priesterweihe.
Am 16. Januar 1971 ernannte ihn Papst Paul VI. zum Erzbischof von Verapoly. Der Offizial der Kongregation für die Evangelisierung der Völker, Kurienerzbischof Duraisamy Simon Lourdusamy, spendete ihm am 4. April desselben Jahres die Bischofsweihe; Mitkonsekratoren waren der Bischof von Quilon, Jérôme Fernandez, und der emeritierte Bischof von Vijayapuram, John Ambrose Abasolo y Lecue OCD.